# Rogério Corrêa
Pour les articles homonymes, voir Correa (homonymie).
Rogério Corrêa est un footballeur brésilien né le 3 janvier 1979 à Goiânia. Il évoluait au poste de défenseur. Après sa carrière de joueur, il se reconvertit comme entraîneur.

## Biographie
Rogério Corrêa dispute plus de 100 matchs en première division brésilienne.
Il joue également 16 matchs en Copa Libertadores (un but), et deux matchs en Copa Sudamericana.

## Palmarès
- Champion du Brésil en 2001 avec l'Atlético Paranaense
- Vainqueur du Campeonato Goiano en 2001 avec le Vila Nova Futebol Clube et en 2006 avec le Goiás Esporte Clube
- Vainqueur du Supercampeonato Paranaense en 2002 avec l'Atlético Paranaense